# Rafał Tryburcy
Rafał Franciszek Xawery Tryburcy ur. 24 grudnia 1815 w Pawłowie powiatu starachowickiego, zm. 21 marca 1879 w Białej – polski hutnik, urzędnik Imperium Rosyjskiego

## Życiorys
Rodzicami byli: Józef Tryburcy, dzierżawca pawłowskiego folwarku (1771-?) i Tekla z Bogackich (1771-?). Właścicielami folwarku i znajdującej się pod jego administracją wsi Pawłów byli w tym czasie benedyktyni z opactwa i klasztory świętokrzyskiego.
Położenie Pawłowa w sercu Staropolskiego Zagłębia Przemysłowego i możliwość edukacji w Zakładach Rządowych Górniczych spowodowały, że Rafał Tryburcy wybrał zawód hutnika. W 1846 był asystentem wielkich pieców w powstałej w 1834 Hucie Bankowej w Dąbrowie. Mieszkał wtedy z rodziną w sąsiednim Będzinie. Następnie był hutmistrzem w rządowym zakładzie wielkopiecowym w Parszowie, pomocnikiem hutmistrza wielkich pieców Parszów i Mostki oraz pełnił obowiązki zawiadowcy w zakładzie Nietulisko w 1857. Rozwój Zagłębia Staropolskiego został zahamowany w drugiej połowie XIX wieku częściowo z powodu represji po upadku Powstania Styczniowego, jak również na skutek zmian technologicznych – nowe wielkie piece opalane były koksem, a nie węglem drzewnym jak dotychczas. Rafał Tryburcy przeprowadził się do Białej na Podlasie. W 1864 był rachmistrzem we władzach ówczesnego powiatu konstantynowskiego, a w latach 1869–1878 referentem do spraw finansowych w zarządzie powiatu.

## Rodzina
Pierwszą żoną Rafała Tryburcy była Julia Łysakowska (1821-1862). Mieli synów Wojciecha Włodzimierza (1845-?) i Wincentego (1846-?), kupca pierwszej gildii w Białej oraz córkę Julię Teklę Schirmer (1852-?). Po śmierci żony Rafał Tryburcy ożenił się z jej młodszą siostrą Emilią (1830-1903).